# Lowlife Highlights
Lowlife Highlights es el primer álbum recopilatorio de grandes éxitos del grupo sueco de heavy metal Mustasch. Fue publicado en 2008.

## Lista de canciones
1. "Unsafe At Any Speed" - 4:34 (de Ratsafari 2003)
2. "Down In Black" - 2:44 (de Above All 2002)
3. "Accident Blackspot" - 3:37 (de Powerhouse 2005)
4. "The Deadringer" - 5:04 (de Ratsafari 2003)
5. "I Lied" - 4:26 (de Powerhouse 2005)
6. "Homophobic/alcoholic" - 4:03 (de The True Sound of the New West 2001)
7. "Fredrika" - 5:00 (de Ratsafari 2003)
8. "6:36" - 4:46 (de Ratsafari 2003)
9. "Haunted By Myself" - 04:14 (de Powerhouse 2005)
10. "Black City" - 2:35 (de Ratsafari 2003)
11. "White Magic" - 4:25 (de Above All 2002)
12. "The Wave" - 4:55 (de The True Sound of the New West 2001)
13. "Dogwash" - 3:05 (de Powerhouse 2005)
14. "Monday Warrior" - 4:35 (de Ratsafari 2003)
15. "Into The Arena" - 5:15 (de Above All 2002)
16. "Ratsafari" - 4:22 (de Ratsafari 2003)
17. "I Hunt Alone" - 3:19 (de Above All 2002)
18. "Ocean Song" - 3:30 (de Above All 2002)

- Datos: Q4346411